# 瓦薩鎮區 (明尼蘇達州古德休縣)
瓦薩鎮區（英語：Vasa Township）是位於美國明尼蘇達州古德休縣的一個行政鎮區。

## 地方資料
瓦薩鎮區的面積為106.60平方千米，當中陸地面積為106.10平方千米，而水域面積為0.50平方千米。根據2020年美國人口普查的數據，當地共有人口857人，而人口密度為每平方千米8.04人。